# Мелісса Баррера
Мелісса Баррера Мартінес (ісп. Melissa Barrera Martínez; (4 липня 1990 , Монтеррей, Нуево-Леон, Мексика ) — мексиканська актриса та співачка. Її кар'єра розпочалася з ролей у теленовелах Siempre tuya Acapulco (2013), Tanto amor (2015) та у серіалі Club de Cuervos, що вийшов на Netflix (2017). Подальше визнання вона отримала завдяки головній ролі у драматичному серіалі Vida (2018—2020) виробництва мережі Starz. Баррера заслужила похвали, зігравши Ванессу у музично-драматичному фільмі «На висоті мрії» (2021), на основі мюзиклу Ліна-Мануеля Міранди. Вона також знялася в ролі Сем Карпентер у слешері «Крик» (2022) і з'явиться в тій же ролі в «Крику 6» (2023).

## Ранні роки
Баррера народилася 1990 року і виросла в Монтеррей у Мексиці. Вивчала музичний театр у Школі мистецтв Тіш при Нью-Йоркському університеті. Вона має коріння ацтекського та іспанського походження.

## Кар'єра

### Музика
Відвідувала Американський шкільний фонд Монтеррея, де з'являлася у шкільних музичних постановках, включаючи Бріолін, Аїда та Footloose. Її телевізійний дебют відбувся у мексиканському реаліті-шоу La Academia у 2011 році, де Мелісса продемонструвала свій співочий талант. У 2013 році увійшла до дуету Melissa y Sebastian, з яким записала свій перший альбом і потрапила до першої десятки радіо-хітів з їх дебютним синглом «Mamma Maria», кавером на пісню Ricchi e Poveri 1980-х років. У 2015 році записала заголовну пісню Volver a caer разом з мексиканським співаком Калімбою для своєї теленовели Tanto amor.

### Актриса

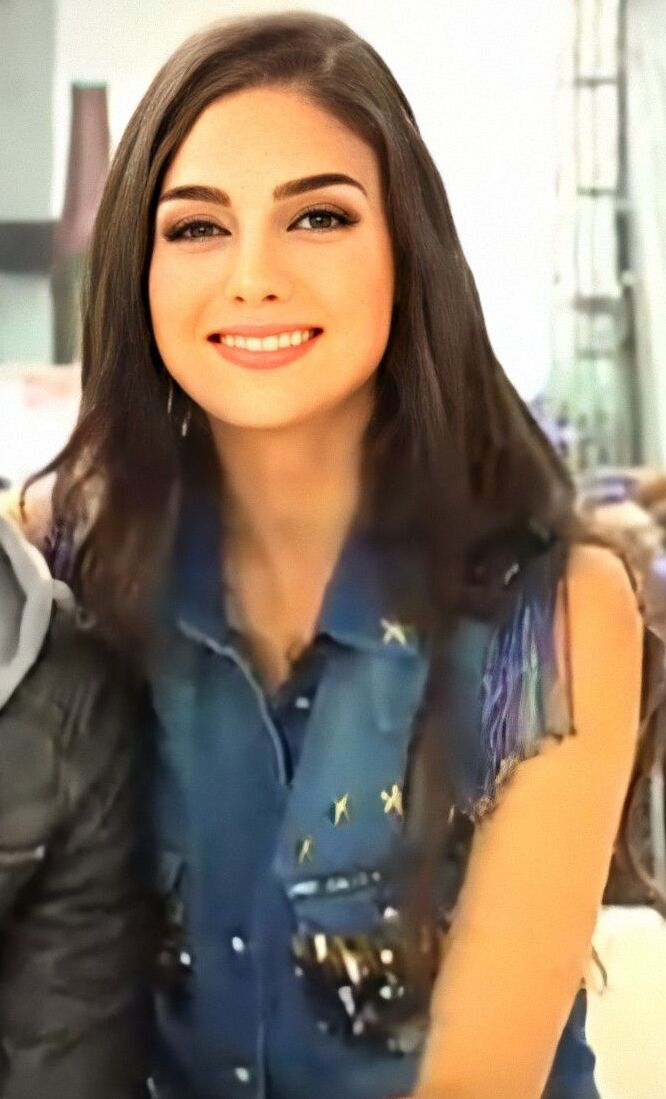
Мелісса Баррера у 2013 році

У 2010 році, ще навчаючись у коледжі (Нью-Йоркський університет), Мелісса Баррера брала участь у фільмі «L for Leisure». У 2012 році вона брала участь у двох теленовелах, La mujer de Judas та La otra cara del alma. У 2014 році вона отримала свою першу головну роль у теленовелі Siempre tuya Acapulco. У 2015 році вона знялася в останній теленовелі виробництва TV Azteca, Tanto amor. Баррера отримала головну роль Лін у драматичному серіалі Starz «Віда» у 2018 році.
У серпні 2020 року Баррера отримала роль Сем Карпентер у п'ятому фільмі «Крик», який поставили Метт Беттінеллі-Олпін та Тайлер Джіллетт. Фільм вийшов у прокат 14 січня 2022 року.
У 2021 році Баррера знялася в ролі Ванесси, модельєра-початківця і об'єкта кохання оповідача Уснаві, в музичному фільмі Джона М. Чу «На висоті мрії», адаптації мюзиклу Лін-Мануеля Міранди. Фільм отримав широке визнання критиків, а Моніка Кастільо з The Wrap високо оцінила виступ Баррери: «Оптимистичний гімн сальси Ванесси „Це ненадовго“, мабуть, є одним із найбільш недооцінених епізодів: це вражаюча демонстрація талантів Баррери. Це широкий спектр емоцій, які можна передати в одному номері, і один із небагатьох моментів у мюзиклі, які можна оспівати».

#### Майбутні проєкти
У листопаді 2019 року Баррера знялася в музичній екранізації мюзиклу Френка Вайлдгорна за новелією Проспера Меріме «Кармен». Баррера отримала велику роль. Фільм буде поставлений французьким хореографом та танцюристом Бенжаменом Мільп'є у його режисерському дебюті.

## Особисте життя
Баррера вийшла заміж за свого давнього бойфренда та музичного виконавця Пако Зазуету у лютому 2019 року. Пара вперше зустрілася на зйомках La Academia в 2011 році і виконала «Quan Me Enamoro» Енріке Іглесіаса для четвертого епізоду. Вони почали зустрічатись у вересні того ж року. Пара оголосила про свої заручини через Instagram у червні 2017 року.

## Фільмографія

### Фільми
| Рік  | Заголовок                                | Роль                    | нотатки              |        |
| ---- | ---------------------------------------- | ----------------------- | -------------------- | ------ |
| 2014 | L для відпочинку                         | Кеннеді                 |                      |        |
| 2016 | Керівництво за принципами для президента | Бриза Каррейро          |                      |        |
| 2016 | Ель Готель                               | Каріна                  |                      |        |
| 2018 | Сакудете лас пеньяс                      | Луїза Мартін Дель Кампо |                      |        |
| 2018 | Дос Весес Ту                             | Даніела Коен            |                      |        |
| 2021 | На висотах Нью-Йорка                     | Ванесса                 |                      |        |
| 2022 | Крик                                     | Саманта «Сем» Карпентер |                      |        |
| 2022 | Темрява в мені                           | Джулі Ріверс            |                      | [ 21 ] |
| 2023 | Крик 6                                   | Саманта «Сем» Карпентер |                      | [ 22 ] |
| 2024 | Ебіґейл                                  | Джої                    |                      |        |
| TBA  | Кармен                                   | Кармен                  | Післявиробничий етап |        |

### Телесеріали
| Рік           | Заголовок               | Роль            | нотатки                            |                      |
| ------------- | ----------------------- | --------------- | ---------------------------------- | -------------------- |
| 2011          | Ла Академія             | Саму себе       | 14 серій                           |                      |
| 2012          | Дружина Юди             | Зуламіт         | Повторююча роль                    |                      |
| 2012-2013 рр. | Ла отра кара дель альма | Маріана Дюран   | Повторююча роль                    |                      |
| 2014          | Siempre tuya Акапулько  | Ольвідо Перес   | Головна роль; 124 серії            |                      |
| 2015          | Танто кохання           | Міа Гонсалес    | Головна роль; 119 серій            |                      |
| 2016-2017 рр. | Персегідос              | Ліліана Рінкон  | 11 серій                           |                      |
| 2017          | Клуб Ворон              | Ізабель Канту   | 8 серій                            |                      |
| 2018-2020 рр. | Вида                    | Лін Ернандес    | Головна роль; 22 серії             |                      |
| 2020          | Діяти заради справи     | Елізабет Беннет | Епізод: " Гордість і упередження " |                      |
| 2022          | Глибокий вдих           | Лів             | Головна роль                       | [ 23 ] [ 24 ] [ 25 ] |

### Відеокліпи
| Рік  | Заголовок     | Співак       |
| ---- | ------------- | ------------ |
| 2021 | «Скажи менше» | Ентоні Рамос |

## Нагороди та номінації
| Нагорода                      | Рік  | Номінована робота      | Номінація                                          | Результат |        |
| ----------------------------- | ---- | ---------------------- | -------------------------------------------------- | --------- | ------ |
| Imagen Awards                 | 2021 | <i id="mwAXk">Vida</i> | Best Actress — Television (Comedy)                 | Номінація | [ 26 ] |
| Hollywood Critics Association | 2021 | In the Heights         | Best Actress                                       | Номінація | [ 27 ] |
| Satellite Awards              | 2022 | In the Heights         | Best Actress in Motion Picture — Comedy or Musical | Номінація | [ 28 ] |